# Arte costantiniana

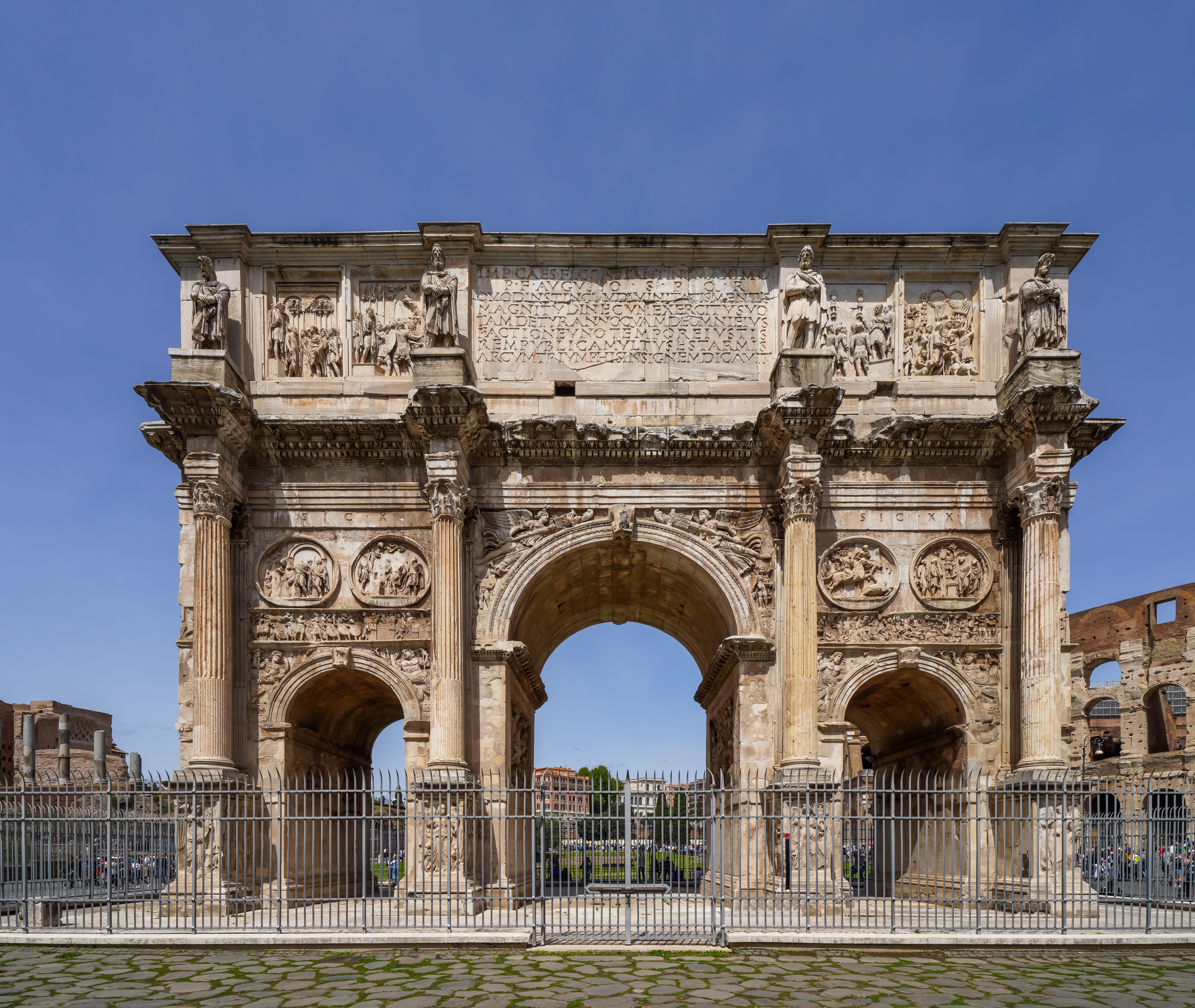
Arco di Costantino a Roma.

L'arte costantiniana si colloca nel IV secolo durante il dominio dell'imperatore Costantino, indicativamente dalla sconfitta di Massenzio (312) alla morte dell'imperatore (337). In questo periodo si assiste all'affermazione dello stile plebeo nell'arte ufficiale anche prodotta da Senato, soprattutto a partire dal fregio dell'Arco di Costantino. Ma accanto allo stile "plebeo" sopravvive la corrente espressionistica del III secolo (uso del trapano, accentuato chiaroscuro) e prende il via una corrente classicismo aulico ispirata all'arte augustea, la cosiddetta "rinascenza costantiniana". 

## Contesto storico
Il sistema di trasmissione del potere della tetrarchia, ideato da Diocleziano, durò appena un passaggio, nel 305, ma già un anno dopo veniva messo in crisi dalle rivendicazioni di Costantino e di Massenzio. Sconfitto il secondo nella battaglia di Ponte Milvio (312), Costantino si accordò con l'Augusto per l'Oriente Licinio nel 313, decidendo alcune linee comuni in materia politica e religiosa, tra cui una maggiore tolleranza verso i cristiani e una spartizione delle sfere di influenza. Dopo alcuni anni però le differenze tra i due sovrani si accentuarono, anche per gli atteggiamenti persecutori di Licinio verso i cristiani. Allora Costantino lo attaccò e lo sconfisse a più riprese, finché non lo fece uccidere nel 324: l'impero poteva allora dirsi riunificato e la tetrarchia dissolta in favore di una monarchia assoluta. 
Costantino ebbe il merito di saper riconoscere le forze emergenti nella società e la capacità di assecondarle a suo favore, creando in prospettiva le premesse per una politica vittoriosa. Colse i sintomi delle richieste di spiritualità che da tempo agitavano la società, a differenza del rigetto delle novità della politica dioclezianea, e rivoluzionò la tradizionale posizione imperiale con l'editto di Milano, che stabiliva una tollerante neutralità religiosa dell'autorità. In particolare (ma non esclusivamente) favorì il cristianesimo, influenzato anche da sua madre Elena, ponendosi come primo sovrano protettore e seguace del nuovo dio, la cui sacralità ammantava la stessa carica imperiale. In questo senso l'imperatore presenziò al concilio di Nicea del 325 e si intromise nelle questioni dottrinali legate alle eresie per mantenere l'unità della Chiesa. Il cristianesimo così perse i suoi motivi rivoluzionari e, in parte, catartici per dedicarsi sempre più alla discussione ideologica, abbandonando al potere civile l'uomo sulla terra. 
Costantino inoltre si accorse della vitalità economica e politica dell'Oriente, ormai superiore a quella dell'Occidente, e decise di costruire una nuova capitale in una zona strategica nel punto di passaggio tra Europa e Asia Minore: Costantinopoli.
Tra le questioni irrisolte ci furono quella dell'arruolamento dell'esercito, sempre più composto da barbari, e le differenze sociali tra città e campagna.

## Caratteristiche

### Lo stile plebeo entra nell'arte ufficiale
Fu un fatto rivoluzionario la comparsa di elementi così evidentemente derivati dall'arte plebea (il filone "popolare" dell'arte romana esistente sin dagli albori) in un monumento ufficiale del Senato come l'arco trionfale dedicato a Costantino, eretto tra il 312 e il 315. Lo stile plebeo prevedeva un insieme di convenzioni antinaturalistiche per semplificare la narrazione delle scene descritte: perciò le scene si allontanavano inesorabilmente dal naturalismo greco-ellenistico, ma acquistavano tutta una serie di significati simbolici e un'immediatezza di lettura che tanto era apprezzata nelle classi meno colte e raffinate.
Tra questi espedienti c'erano le proporzioni gerarchiche (che evidenziavano con dimensioni maggiori i personaggi più importanti o le parti del corpo più rilevanti - di solito la testa), la prospettiva ribaltata (che permetteva di vedere agevolmente dettagli normalmente nascosti ribaltando artificiosamente i piani prospettici - ad esempio i tre lati di una piazza proiettati su un unico piano dello sfondo), la semplificazione delle figure a alcuni tratti essenziali, la rappresentazione in contemporanea di scene avvenute in momenti diversi, l'accentuazione dell'espressività. 

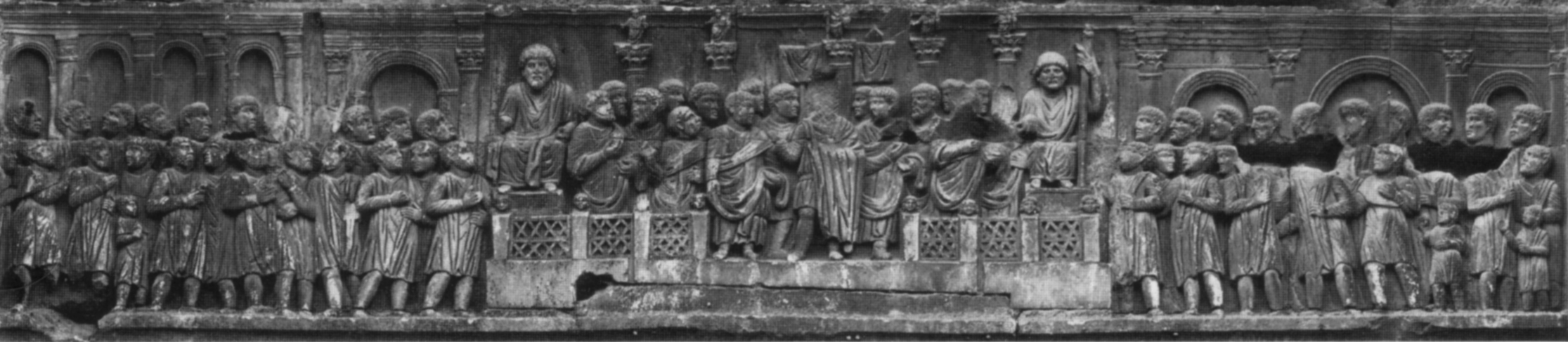
Fregio dell'Adlocutio, arco di Costantino

Per spiegare i nuovi modi dell'arte romana ufficiale nella storia degli studi di storia dell'arte si usarono vari approcci. Invasioni barbariche e cristianesimo non furono che due degli elementi innovativi della società dell'epoca e da soli non bastano a spiegare le novità: le prime non originarono innesti di modi barbarici nell'arte almeno fino al VI secolo; il secondo sviluppò un'arte che, a parte il contenuto iconografico, non differiva stilisticamente dalla produzione pagana o di altre religioni allora diffuse.
Il più antico approccio alla nuova arte ufficiale romana è quello neoclassico (fine XVIII, inizio XIX secolo), che vedeva questa evoluzione come una sorta di "decadenza" artistica, che nascondeva un implicito disinteresse verso quelle forme artistiche diverse dalla classicità greca. Poi si teorizzò un'influenza orientale (come negli affreschi della sinagoga di Doura Europos in Siria, in realtà un caso per quanto ne sappiamo ancora isolato) e si arrivò anche a supporre, facendo un errore storico, che la nuova arte ufficiale romana fosse dovuta alla partenza di tutti gli artisti più quotati da Roma per andare ad abbellire Costantinopoli (Berenson, 1952), anche se la costruzione dei monumenti della nuova capitale non ebbe inizio che nel 324. Anche la teoria del "cambio di gusto" della scuola di Vienna (inizi del XX secolo) appare ormai sorpassata, in quanto furono ben più profonde e radicali le ragioni che portarono a un cambio dei modi artistici, tra i quali spicca sicuramente l'accesso all'esercito, alle cariche pubbliche, al Senato e alla stessa carica imperiale di persone di provenienza dalle classi medie e provinciali: nelle province occidentali infatti si era diffusa la colonizzazione da parte della classe media italica, che aveva portato con sé anche le proprie tradizioni artistiche. 
Bisogna anche tenere conto che gli artisti di epoca costantiniana seppero dare prova di capacità nel creare figure di saldo plasticismo come nelle teste rilavorate dei tondi adrianei dell'Arco di Costantino. 
I nuovi modi dell'arte ufficiale non furono altro che la conseguenza delle vicende politiche e delle profonde trasformazioni sociali del Basso Impero, culminate con l'arrivo al potere delle classi medie che formavano le strutture dello Stato tetrarchico e dell'amministrazione costantiniana.

### La frontalità

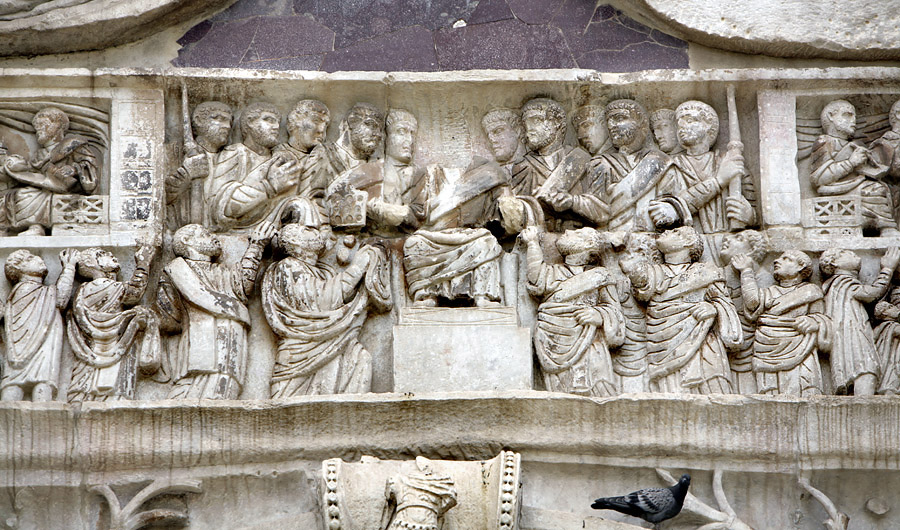
Dettaglio della Liberalitas nell'arco di Costantino

Anche la rigida frontalità dell'imperatore è un elemento del nuovo stile, che si rifà alle statue di culto che guardano direttamente negli occhi i fedeli, instaurando una sorta di dialogo privilegiato e personale con la divinità. Costantino quindi, unica figura di fronte in mezzo a tante altre, è come una sorta di divinità astratta, un simbolo per il quale non è logico usare uno stile realistico. Figure imperiali frontali si erano avute anche in opere imperiali più antiche (come la colonna di Marco Aurelio o la base della colonna Antonina), ma qui più che di preferenza si può parlare ormai di norma iconografica che si perpetuerà, in ambito religioso, fino a tutto il XIV secolo (come ad esempio nella Maestà del Duomo di Siena di Duccio di Buoninsegna del 1311). La divinizzazione dell'imperatore stesso è uno degli elementi più tipici dell'epoca costantiniana (e poi teodosiana), senza la comprensione della quale non si potrebbe altrimenti spiegare il ruolo di supervisore e garante del concilio di Nicea. Questa ideologia della sacralità imperiale è qualcosa di nuovo che non appartiene alla tradizione cristiana, ma risale al mondo orientale antico: già da secoli nell'arte partica o sasanide la posizione frontale era riservata alla figura in qualche modo venerabile, sia essa la divinità, il sovrano o il defunto privato. Gli influssi orientali comunque sono circoscritti all'iconografia e all'ispirazione, non allo stile. Incorretto è anche collegare la frontalità tardo-antica (e poi medievale) con quella dell'arte arcaica, perché per gli artisti arcaici essa fu un punto di partenza per dominare l'espressione naturalistica, dettata da motivi tecnici anziché ideologici.

### La rinascenza costantiniana

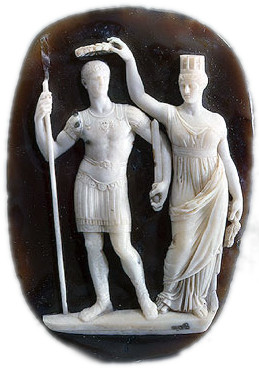
Cammeo con Costantino I incoronato da Costantinopoli, IV secolo

L'uso di modi dell'arte plebea nei monumenti ufficiali fu un fatto rivoluzionario ma piuttosto breve, legato soprattutto ai rilievi dell'Arco di Costantino e ad alcuni sarcofagi. Le nuove classi giunte al potere si affrettarono presto a imitare l'arte della classi precedentemente dominanti, esempi di cultura, potenza e lusso. Si sviluppò così un recupero ideale dei modi dell'arte augustea, detta "rinascenza classica costantiniana". Questa corrente è particolarmente evidente in opere di piccolo formato, come le gemme e i cammei, che raggiungono risultati di tale coerenza da essere state talvolta datate dagli studiosi come opere del I secolo d.C.
Nelle opere di maggiori dimensioni la corrente classicista si rivela più aulica, priva di vigore e spontaneità, in un certo senso fredda. La produzione classicista dell'epoca di Costantino era legata al solo potere centrale e all'artigianato di lusso e non essendo ormai più un'espressione della società nel suo insieme (come ai tempi dell'ellenismo), nonostante la correttezza formale, le opere sono prive di vita, con il carattere puramente ornamentale e prezioso accentuato. 
L'iconografia è ripetuta senza grosse invenzioni e anche quando si riesce a imitare forme verosimilmente ellenistiche, come nei mosaici, esse vengono collocate su uno sfondo neutro, decontestualizzate come in un "collage", prive quindi di realismo. 
Queste caratteristiche indicano come la rottura artistica con la tradizione ellenistica, iniziata sotto la tetrarchia, sia ormai inarrestabile e portata a pieno compimento proprio sotto Costantino. 
Il rifiorire della classe dirigente (la cui supremazia affossa ulteriormente le classi medie e inferiori) segna il ritorno del lusso nelle abitazioni signorili private, come testimoniano gli scavi di Ostia (domus di Amore e Psiche, domus dei Dioscuri, domus della Fortuna Annonaria).

## Scultura

### Arco di Costantino

Rilievo su un plinto

In occasione del decennale della presa di potere di Costantino (316) l'imperatore tornò a Roma e il Senato lo celebrò con cerimonie pubbliche e l'erezione di un arco trionfale presso il Colosseo, tuttora esistente e tappa fondamentale per l'arte di questo periodo.
L'architettura è grandiosa, di equilibrata armonia, con un corredo scultoreo in buona parte di spoglio da monumenti anteriori (fregio spezzato e Daci prigionieri di epoca traianea, tondi adrianei, pannelli aureliani), in una sorta di commemorazione di tutti gli imperatori più amati, dopo Augusto, che concorrevano a onorare Costantino. Di nuova fabbricazione furono alcuni rilievi in vari punti dell'arco e soprattutto uno stretto fregio ricco di figure che inizia nell'angolo verso il Foro, si inserisce tra i fornici minori e i tondi adrianei e si conclude sul lato nord con le grandi composizioni dell'Oratio e della Liberalitas di Costantino, nel punto dove in precedenza si trovavano di solito scene di sacrificio e processioni pagane. Le scene raccontano le principali vicende della guerra contro Massenzio: la partenza da Milano, l'Assedio di Verona, la battaglia di Ponte Milvio, l'ingresso a Roma e le due già citate scene di cerimonia pubblica. 
I contenuti del fregio sono quelli tipici del rilievo storico romano, con episodi caratteristici che storicizzano scene di per sé generiche. Lo stile invece è completamente nuovo, con la prima inequivocabile ascesa dell'arte plebea in un monumento ufficiale del Senato romano. Tipico è l'uso di proporzioni gerarchiche, che aiutano a identificare i personaggi di maggiore importanza. Nel rilievo della Liberalitas si arriva a usare cinque moduli di proporzioni: l'imperatore seduto, che sovrasta i personaggi del seguito sulla stessa loggia, a loro volta più grandi dei funzionari che registrano le elargizioni, dei funzionari elevati che prendono con le mani velate il donativo dalle mani dell'imperatore e del modulo minore della massa anonima dei beneficianti. Questi ultimi si trovano nella fascia inferiore, con la mano alzata per ricevere e rappresentati con una prospettiva ribaltata che rigira le figure di dorso. Il naturalismo è ormai abbandonato in favore di una visione burocratica di "precedenze".
Lo stile più aulico era invece molto più diffuso a Costantinopoli, dove però le opere più importanti sono andate perdute. La base scolpita della colonna di Costantino, nel Foro cittadino, è nota solo attraverso un disegno del 1561 dove si vedono due Vittorie con trofei che reggono al centro l'imago clipeata dell'imperatore, ad di sopra di una personificazione della città (Tyche): nonostante i tocco di maniera del disegnatore si possono intravedere i dettami dello stile aulico classicista nella misurata composizione.

### Sarcofagi

Sarcofago di Giunio Basso

Anche nella produzione iniziale di sarcofagi, ormai a tema esplicitamente cristiano, si notano le stesse caratteristiche stilistiche del fregio dell'Arco di Costantino, come ad esempio nel cosiddetto sarcofago dogmatico che sembra uscito dalla stessa officina. In quest'opera è adombrato il dogma della consustanzialità, proclamato al concilio di Nicea in opposizione alle dottrine di Ario. Secondo tale dogma Cristo coesisteva col Padre fin dall'alba dei tempi, infatti lo si vede raffigurato nella creazione di Adamo e fra Adamo ed Eva.
In seguito si diffuse lo stile classicista, il cui migliore esempio, seppure con elementi ancora di transizione, è il sarcofago di Giunio Basso, morto nel 359 e conservato nelle Grotte Vaticane. La corrente popolare continua a trasparire nelle teste, sbozzate in maniera piuttosto rozza, mentre la corrente del classicismo calligrafico si manifesta nei panneggi levigati. Sono sparite inoltre le espressioni di dolore e di angoscia tipiche del III secolo, sostituite da un'aulica compostezza e apparente serenità, che rispecchia il predominante conformismo voluto dal duro regime costantiniano.
Sarcofagi della famiglia imperiale in porfido rosso sono il sarcofago di Costantina, con girali vegetali e Eroti vendemmianti, e il sarcofago di Elena ai Musei vaticani, forse approntato inizialmente per Costanzo Cloro nel 306, come testimonia un suo ritratto e l'uso di scene con la cavalleria romana in lotta contro i barbari. L'uso di grandi sarcofaghi in porfido per custodire i corpi degli imperatori continuerà poi nella Basilica dei Santi Apostoli a Costantinopoli, anche se in forme più semplici.

Sarcofago "dogmatico"
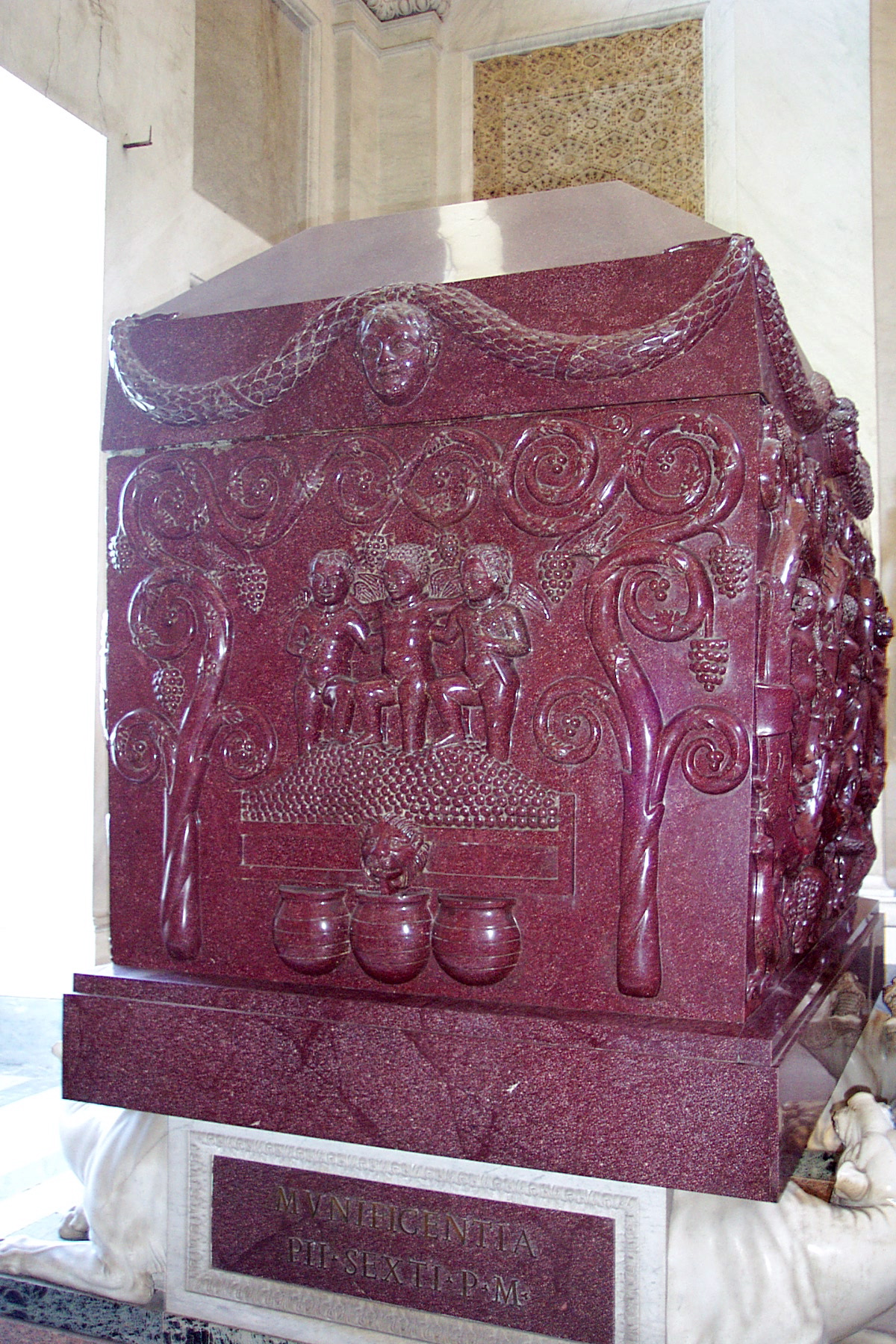
Sarcofago di Costantina
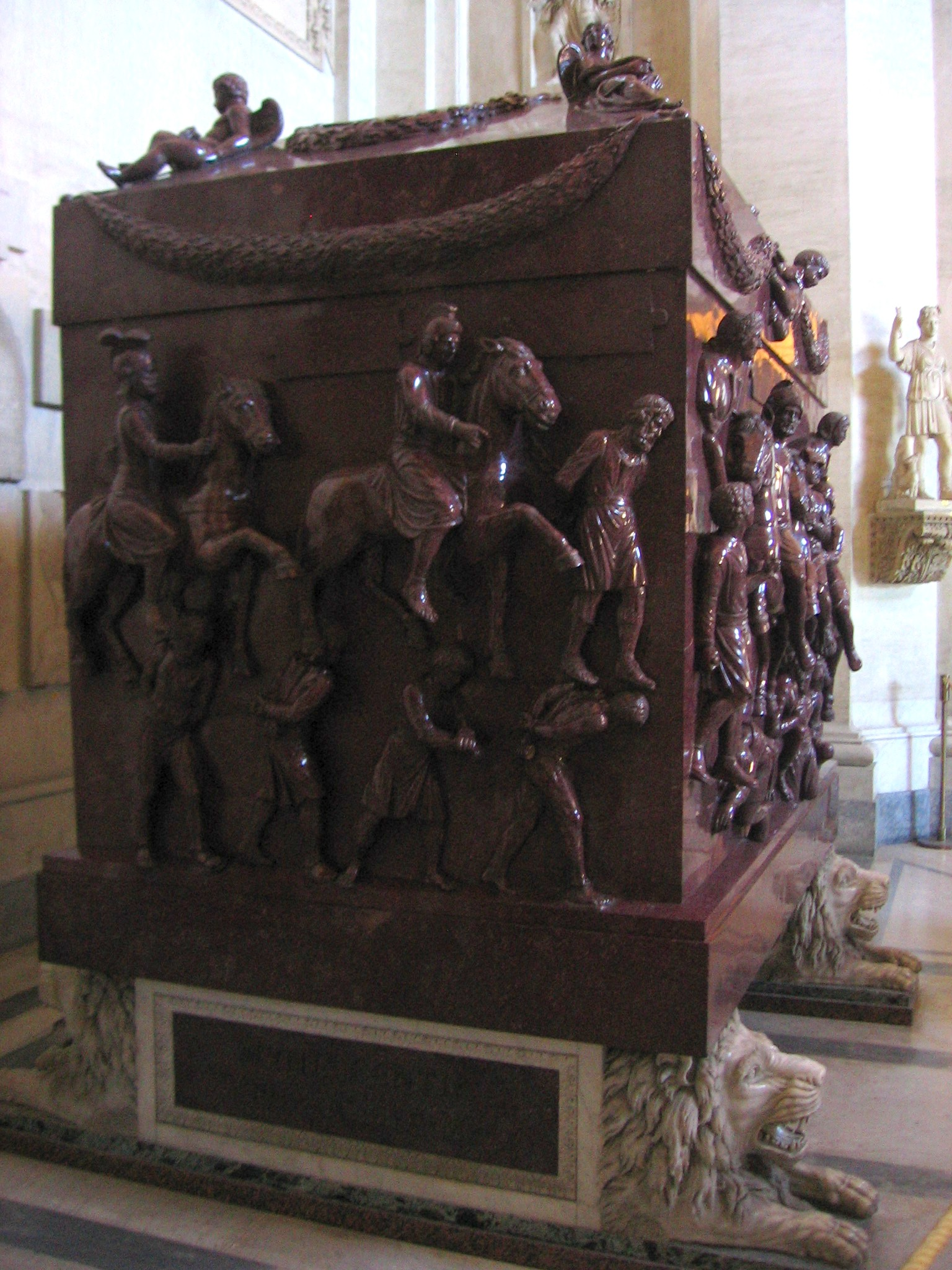
Sarcofago di Elena

## Architettura

### Roma

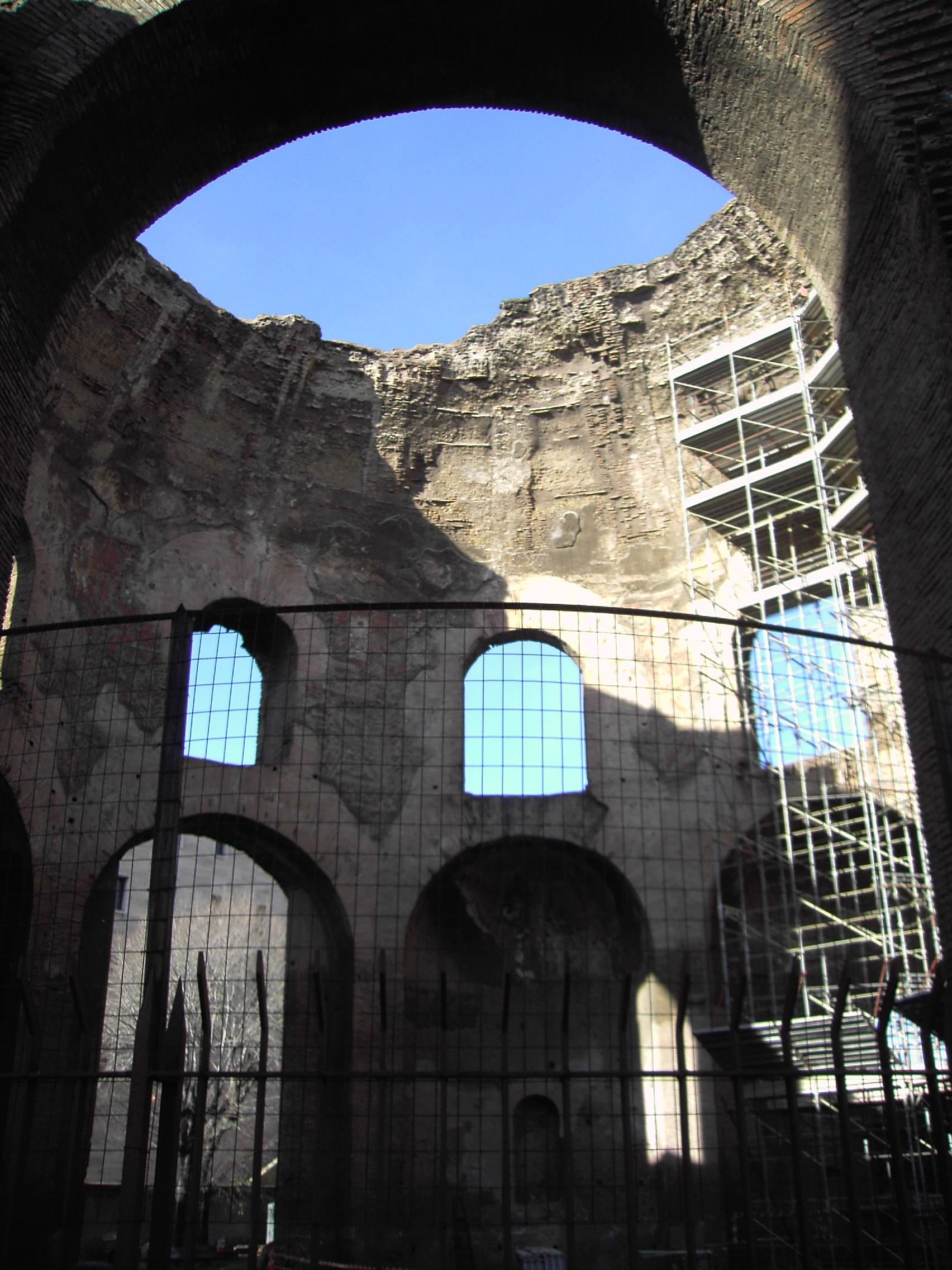
Il cosiddetto "tempio di Minerva Medica"

L'unica forma artistica che si salvò dal raggelamento classicista, anzi si può dire che ne trasse vantaggio, fu l'architettura, dove l'esuberanza strutturale degli edifici imperiali e la semplicità delle forme generali vengono portate alle estreme conseguenze. La forma basilicale ottiene un punto di arrivo con la basilica di Massenzio nel Foro Romano, con crociere decorate da cassettoni creati nella stessa gitta delle volte, che raggiungono i 23 metri di altezza: è l'ultima e più grandiosa creazione dell'architettura romana civile. Si diffonde l'uso delle nervature laterizie a cassetta, che ora arriva a consentire di erigere ambienti a pianta centrale privi di contrafforti, come il cosiddetto "tempio di Minerva Medica". Utile fu anche lo sviluppo delle tecnica che permetteva di costruire cupole senza armature (già sperimentata nella tomba di Diocleziano nel suo palazzo, nel medioevo divenuta Cattedrale di San Doimo, a Spalato) consistente nel montare archi voltati nelle pareti salendo verso l'alto con una serie di brevi archi che si espandono a ventaglio, come nei contorni degli elementi di una pigna. 
A Roma Costantino fece costruire la prima basilica cristiana, San Giovanni in Laterano, posta accanto al palazzo Lateranense che assegnò al vescovo, dove forse aveva risieduto già Massenzio. Altri edifici di culto furono la Chiesa dei Santi Marcellino e Pietro ad Duas Lauros e l'attiguo mausoleo per la madre Elena; si costruì anche una piccola basilica sul luogo della tomba dell'apostolo Pietro, poi trasformata in grande basilica a cinque navate, modellata su San Giovanni, a partire dal 324 e terminata da Costantino II. Novità delle basiliche costantiniane rispetto al loro modello (le basiliche civili romane) furono il transetto, di origine ancora discussa, e l'arco trionfale che inquadra l'abside sul lato minore. Si diffuse inoltre la copertura a capriate piuttosto che con le volte di gittate in opera cementizia. 
La chiesa di Santa Costanza era il mausoleo per la figlia di Costantino, Costantina, ed era impostato a pianta centrale con una cupola poggiante su un anello di doppie colonne.

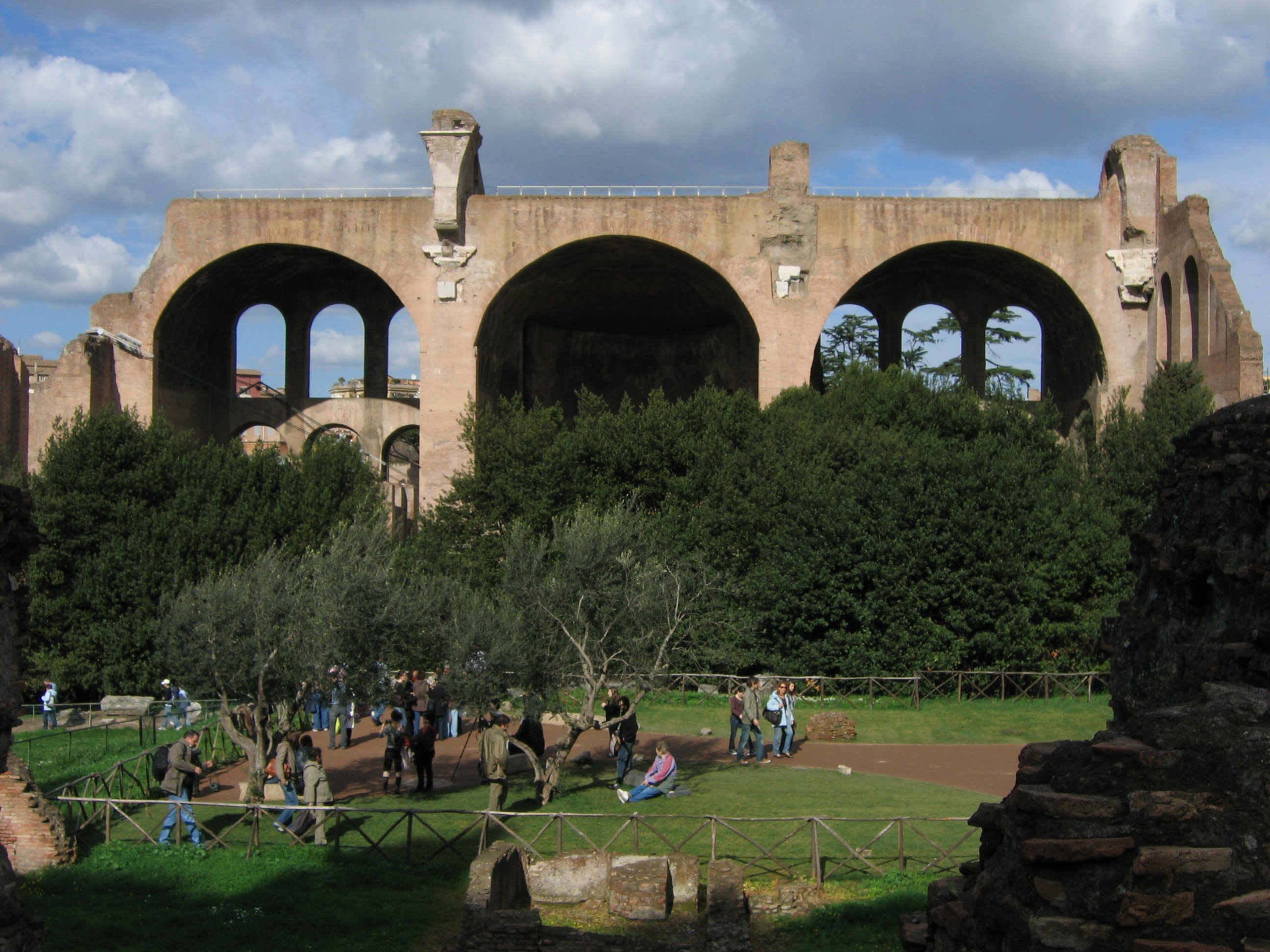
Basilica di Massenzio
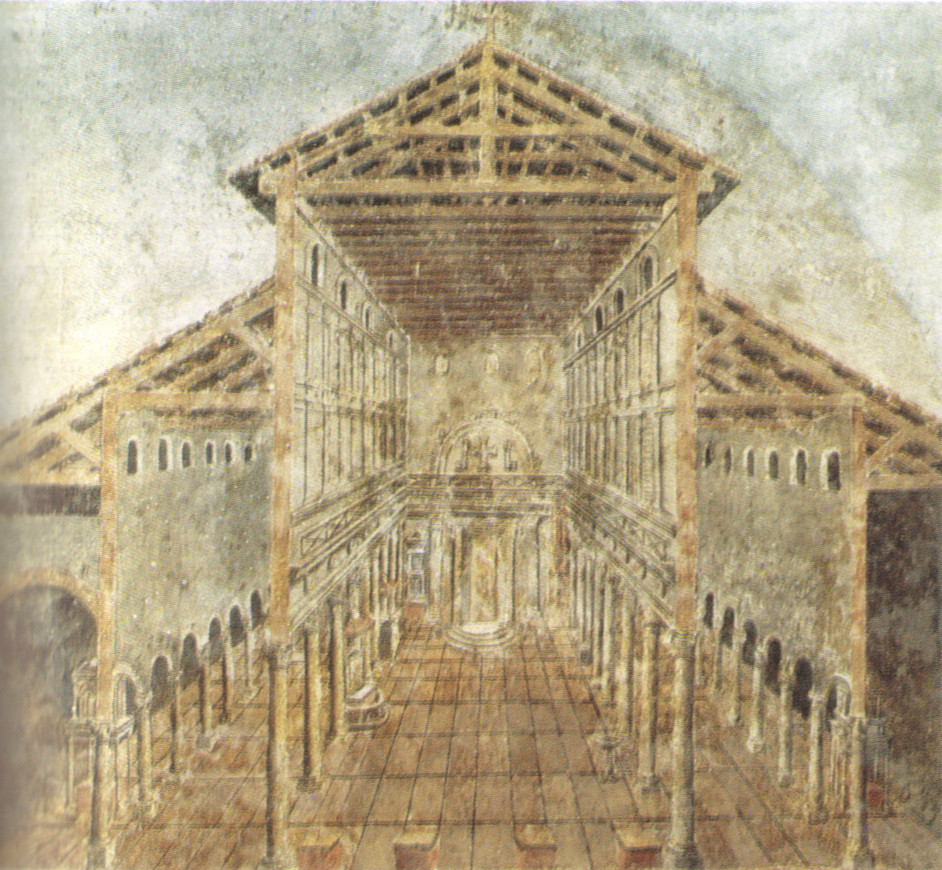
Affresco riproducente l'aspetto dell'Antica basilica di San Pietro in Vaticano
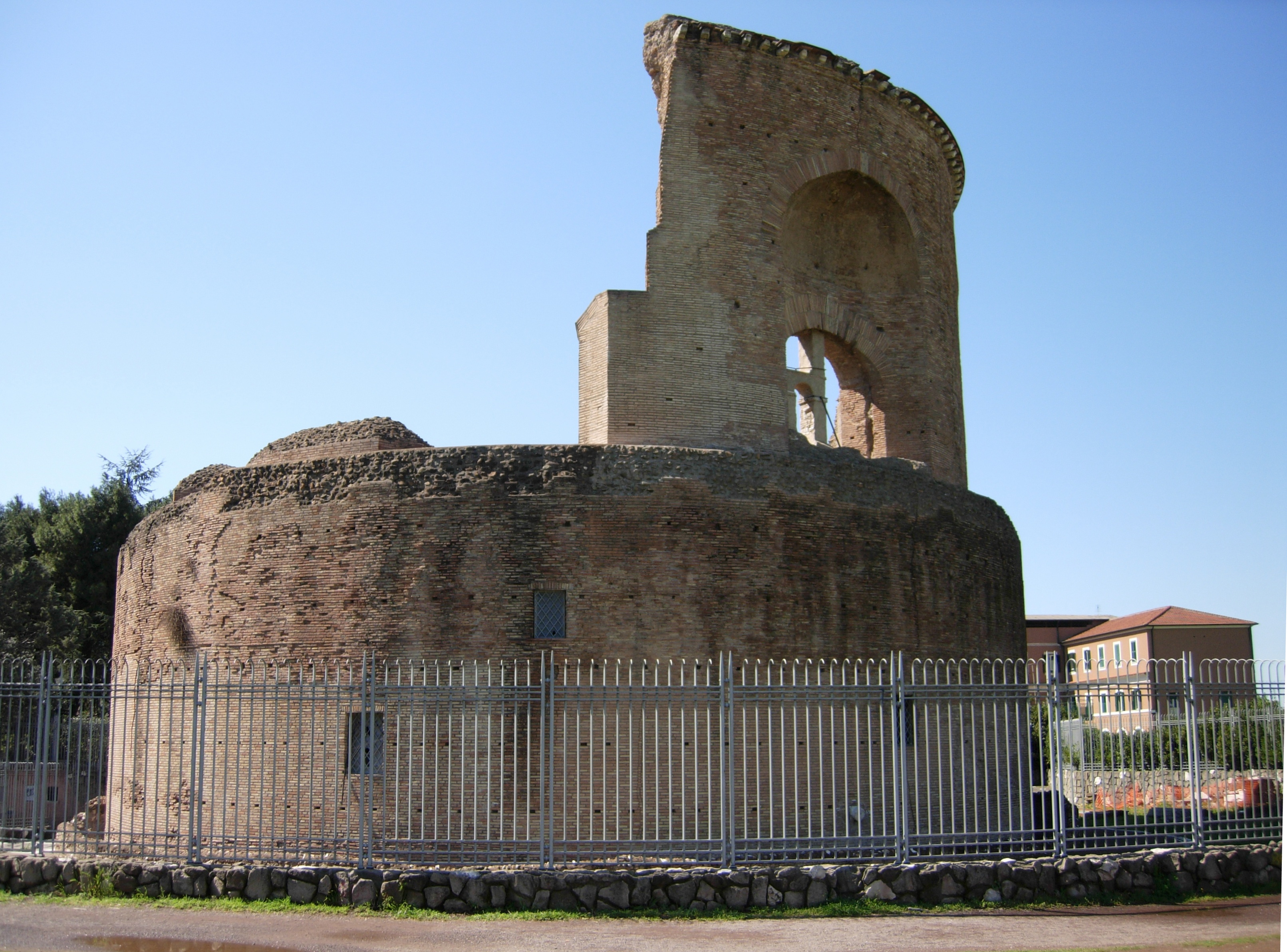
Mausoleo di Sant'Elena
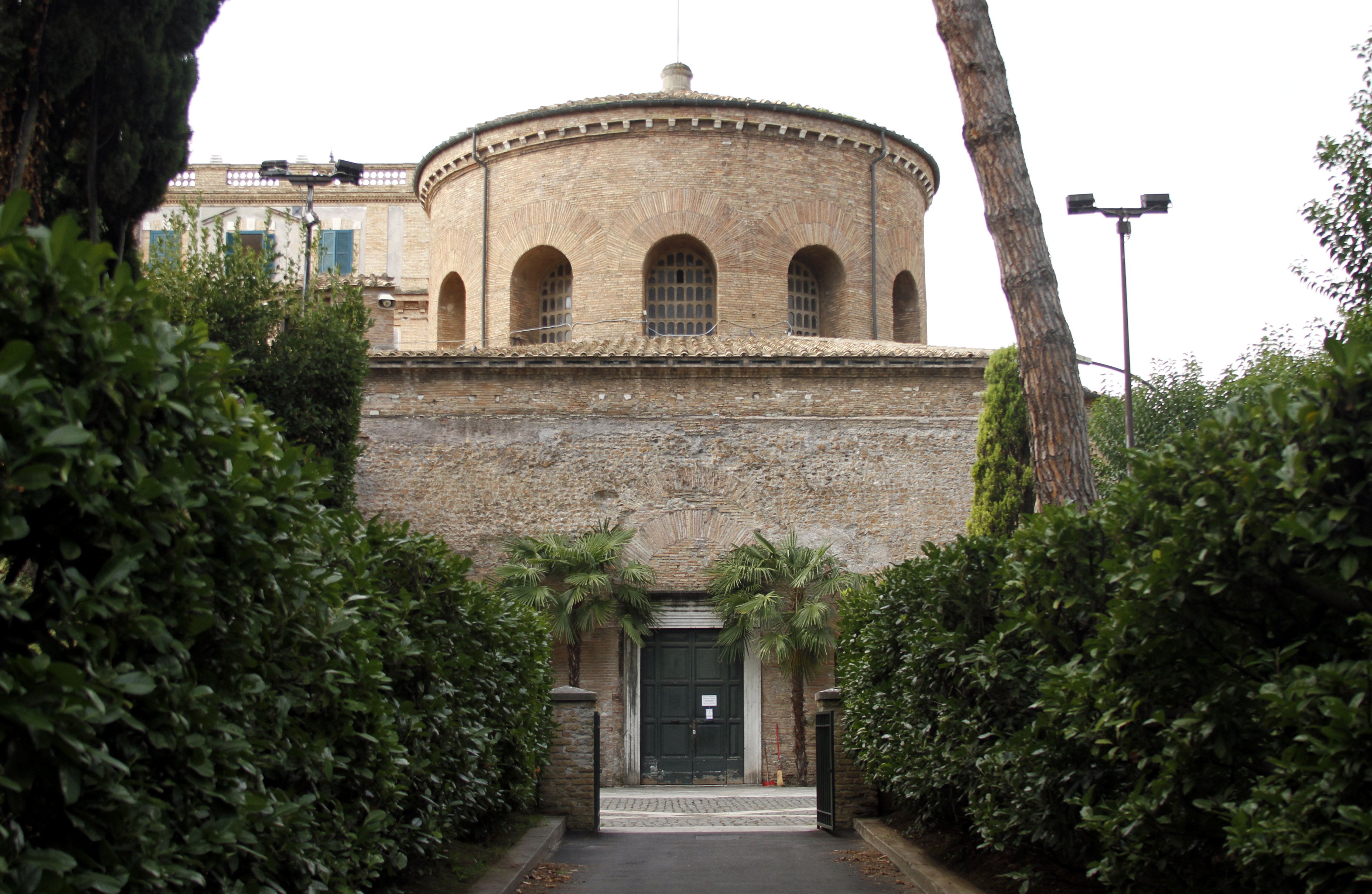
Chiesa di Santa Costanza

### Treviri
Nella capitale tetrarchica Treviri si ebbe in epoca costantiniana un'intensa attività edilizia, della quale resta traccia nella Porta Nigra, la Basilica Palatina, le grandiose terme e gli horrea di Sant'Erminio. Qui si diffuse la conformazione delle pareti esterne scandite da lesene e archi ciechi, usata per tutto il medioevo fino all'epoca romanica.

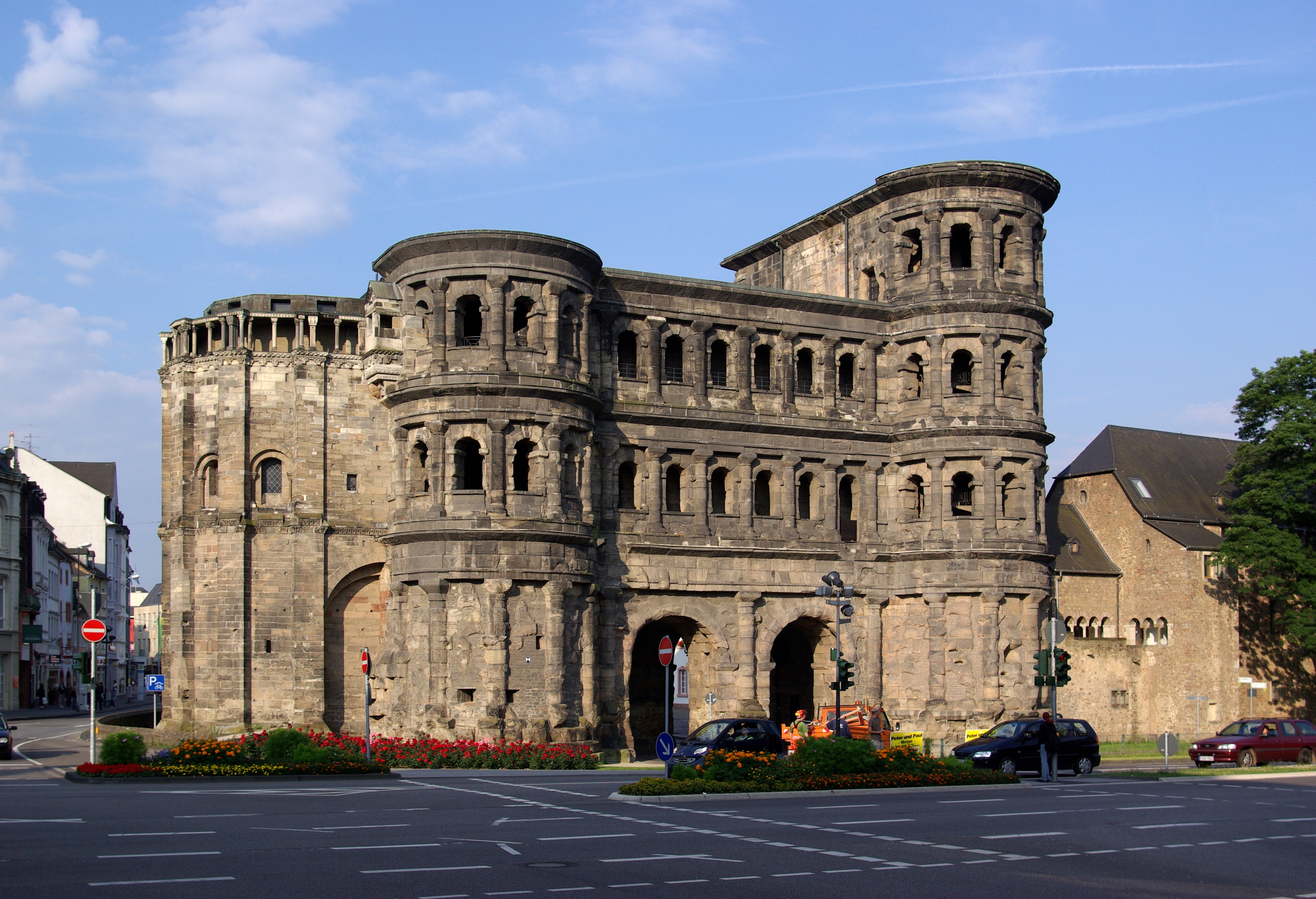
Porta Nigra
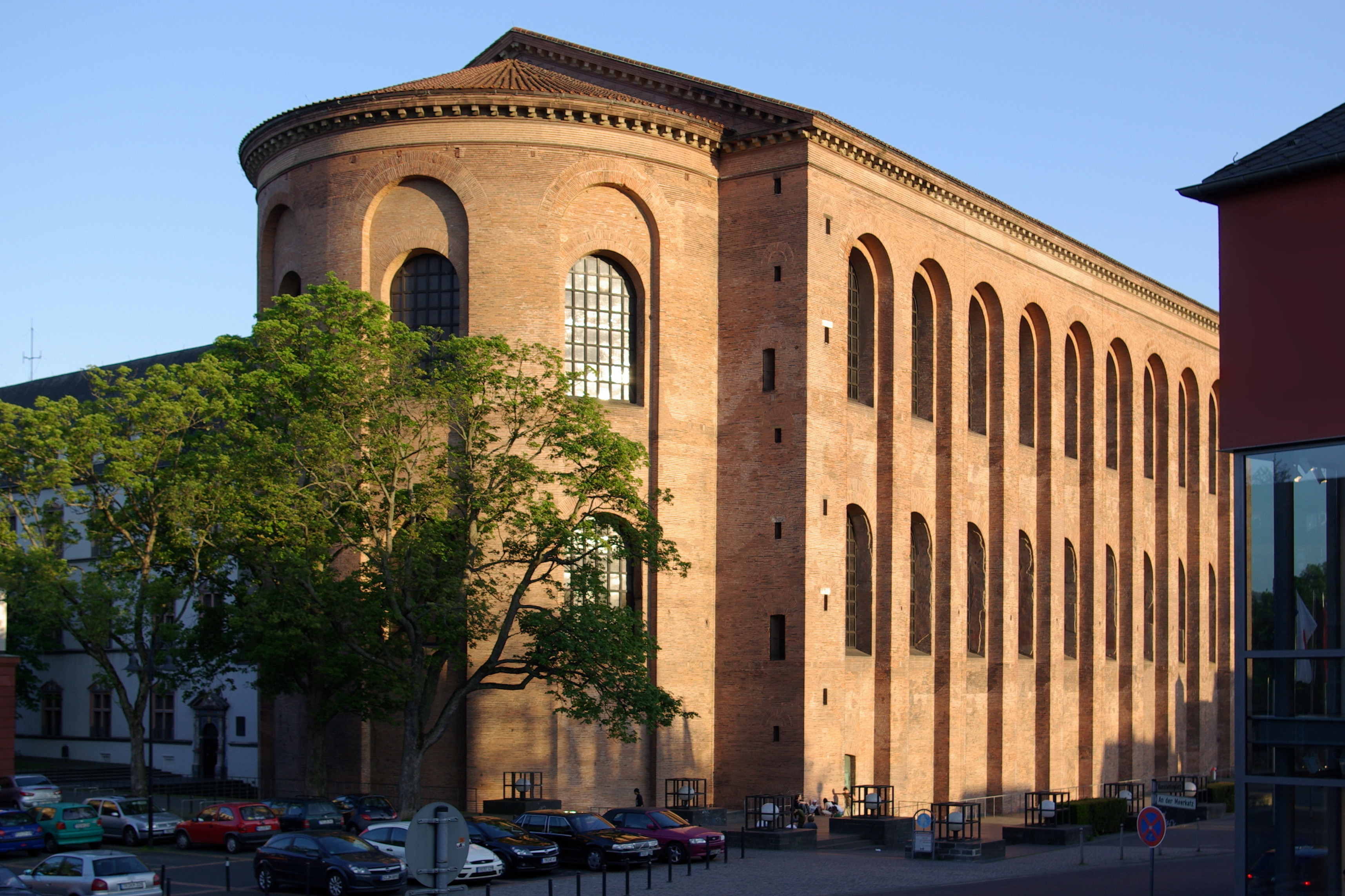
Basilica Palatina di Costantino, esterno
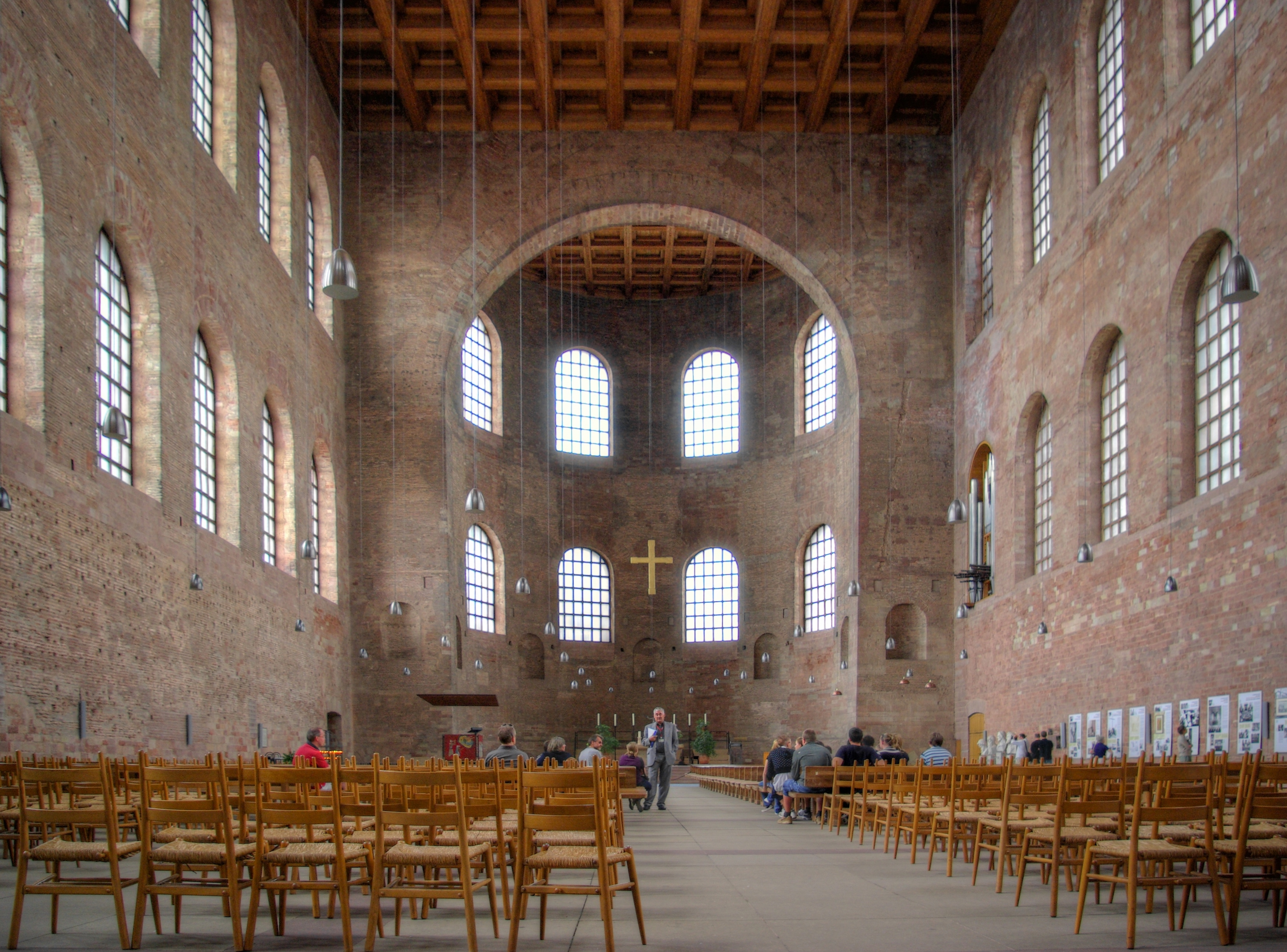
Basilica Palatina di Costantino, interno
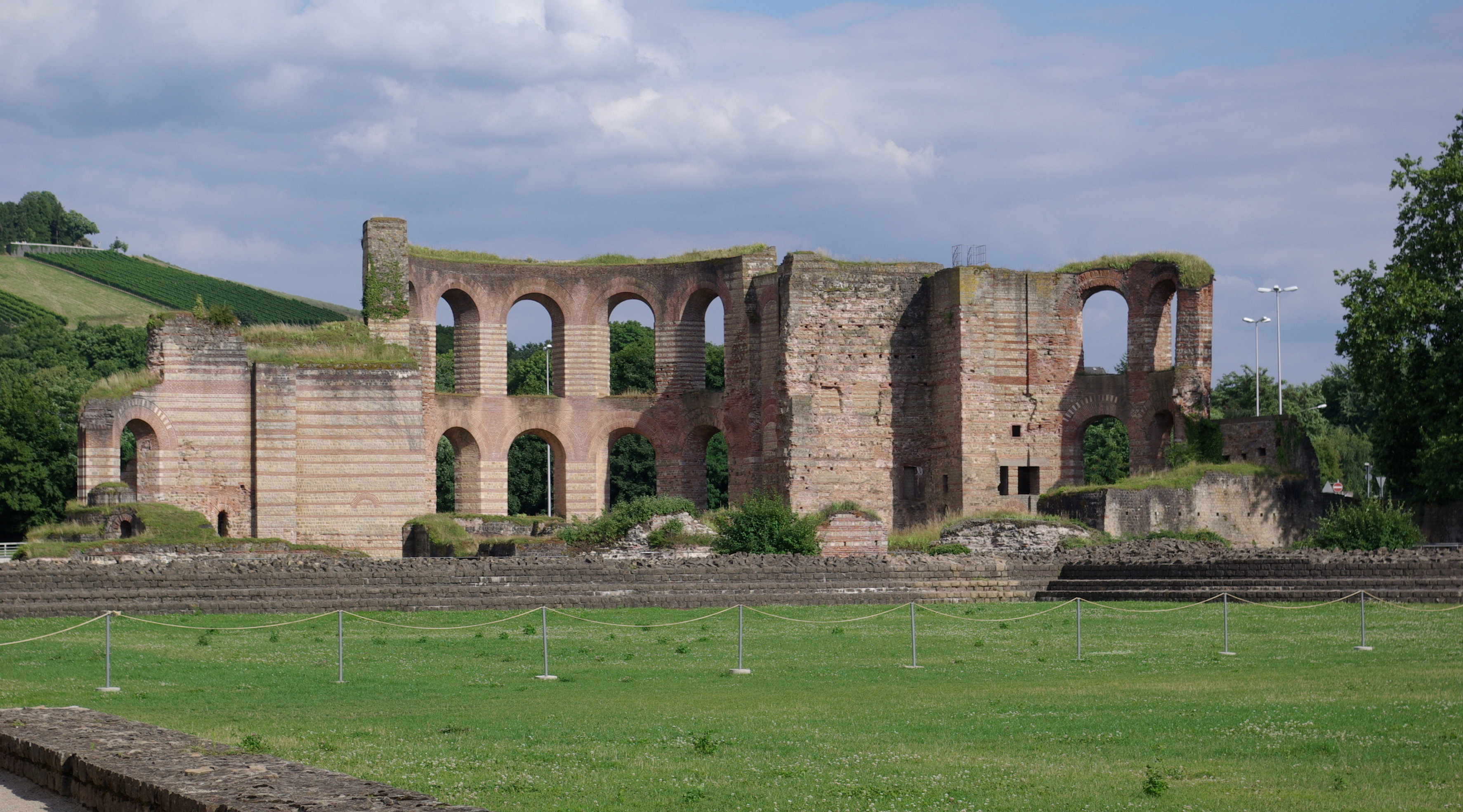
Terme imperiali

### Costantinopoli

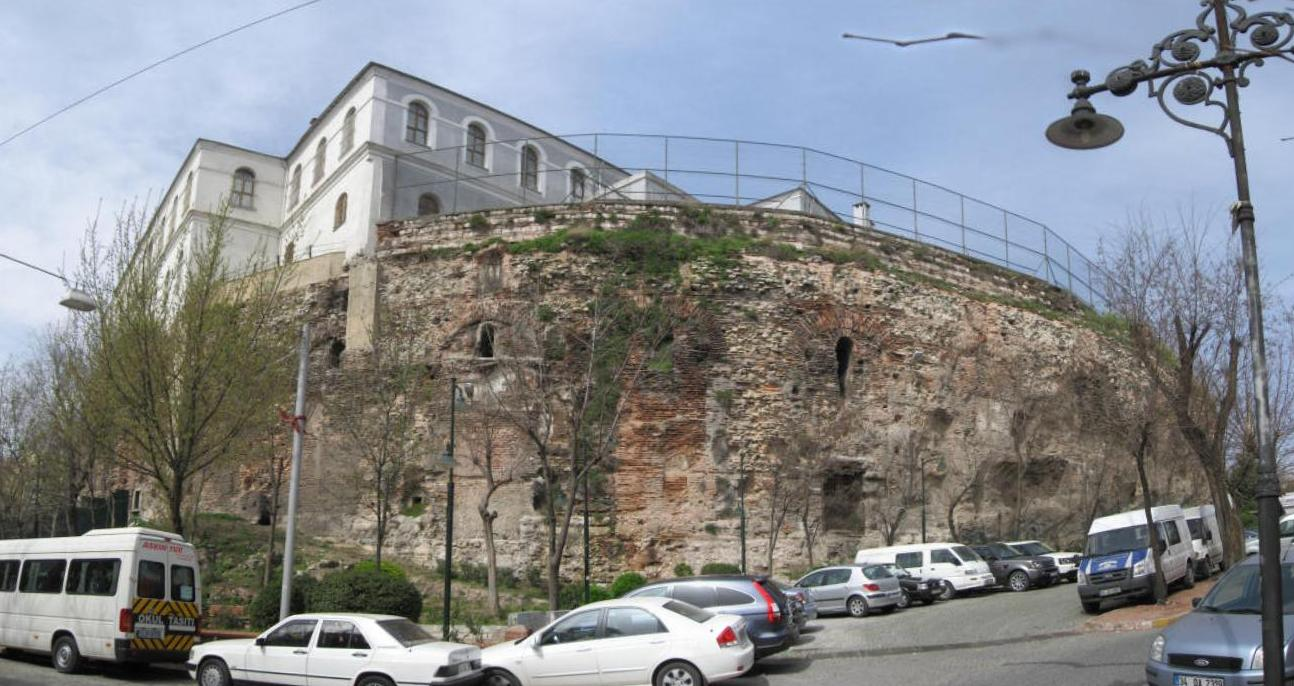
I resti visibili dell'Ippodromo di Costantinopoli

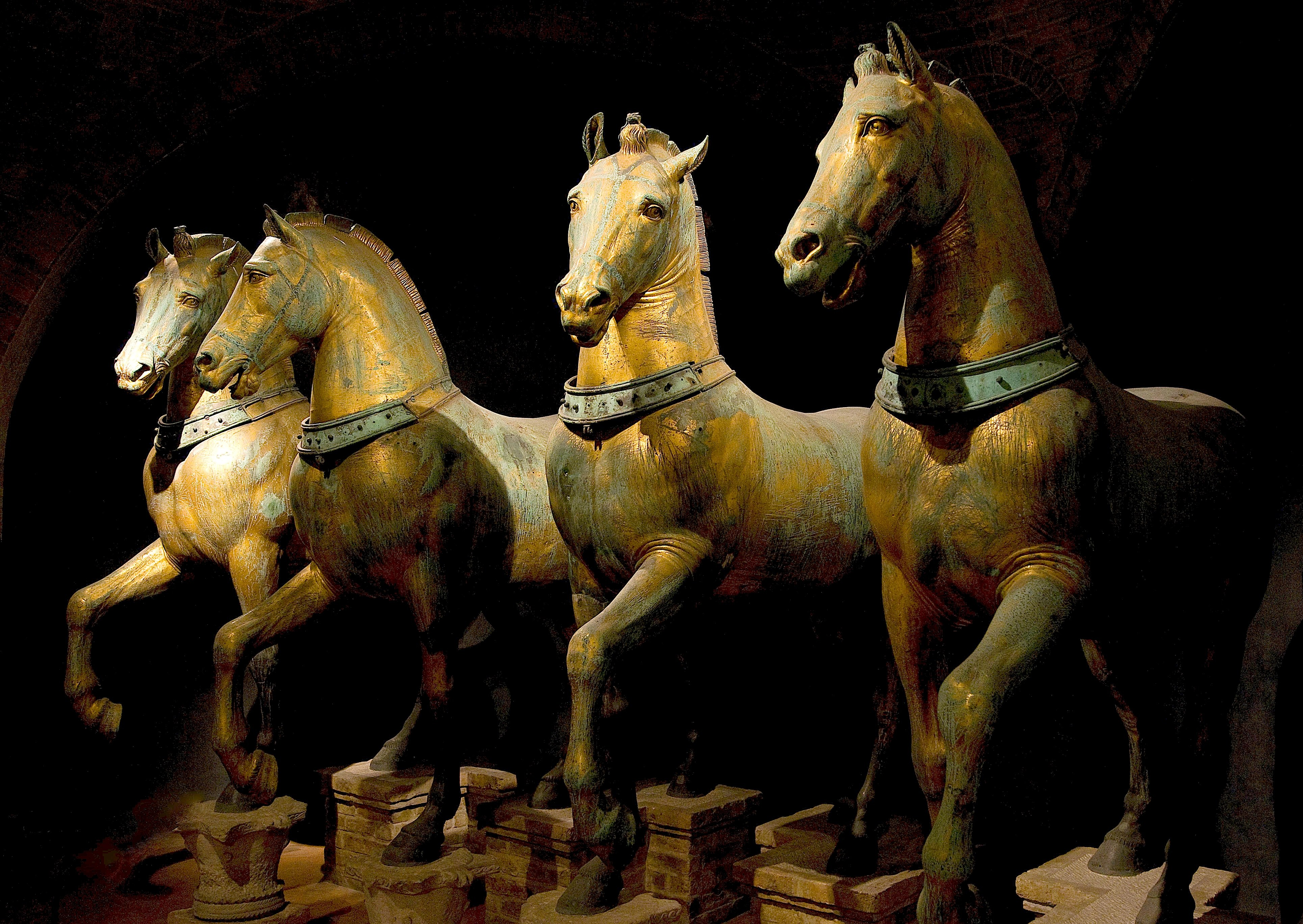
I cavalli di San Marco (oggi a Venezia), in origine nell'ippodromo di Costantinopoli. Unico esempio di quadriga romana a noi pervenutaci. L'epoca dell'opera rimane assai incerta, sebbene dall'analisi con il carbonio 14 sia databile all'inizio del II secolo a.C..

Costantinopoli, nuova capitale designata, fu la città con l'attività edilizia più notevole, anche se Costantino riuscì a vedere ultimata solo una parte dei suoi progetti. La città venne completamente rifondata: venne creato un nuovo porto, con imponenti magazzini e infrastrutture; Costantino seguì anche la costruzione del Palazzo imperiale (Chalke), dell'Ippodromo, che aveva una capienza di cinquantamila spettatori seduti, dell'acquedotto, delle sedi per gli uffici amministrativi, della nuova rete stradale. 
Poco lontano dal complesso del Palazzo e dell'Ippodromo si trovava il Foro, su un'altura a occidente, di inconsueta forma circolare, circondato da un porticato a doppio ordine con due archi di accesso (ne esistono esempi anteriori nelle città carovaniere di Gerasa e Apamea). Al centro del Foro si trovava la colonna-santuario di porfido con sulla sommità la statua di Costantino raffigurato come Helios-Apollo, con in mano però la croce invece del globo.
L'Ippodromo) è l'unico monumento che ci sia pervenuto dalla prima stagione architettonica di Costantinopoli, archi della Tetrarchia (Nicomedia in Oriente, Milano ed Aquileia in Occidente); era straordinariamente monumentale e capiente, con una lunghezza di circa 450 metri per 120 di larghezza. Il suo ruolo andò via via trasformandosi affiancando la sua destinazione iniziale (le corse dei carri) a luogo deputato all'"epifania" imperiale, cioè all'apparizione del sovrano nella sua tribuna dalla quale si mostrava al popolo per presenziare ai giochi, circondato da quei segni di regalità e potere che dovevano apparire quasi ultraterreni, nell'accoglienza con l'acclamazione rituale della folla. Nel circo si celebravano i trionfi, si tenevano esecuzioni capitali, cerimonie e incoronazioni, e nascevano tumulti. Nel circo furono collocati vari capolavori presi un po' ovunque nell'Impero, dal tripode portato via dal tempio di Apollo a Delfi fino ai cavalli di bronzo dorato (di incerta origine ma antecedenti) che successivamente sono stati posti sul portale della basilica di San Marco a Venezia).

## Mosaici eOpus sectile

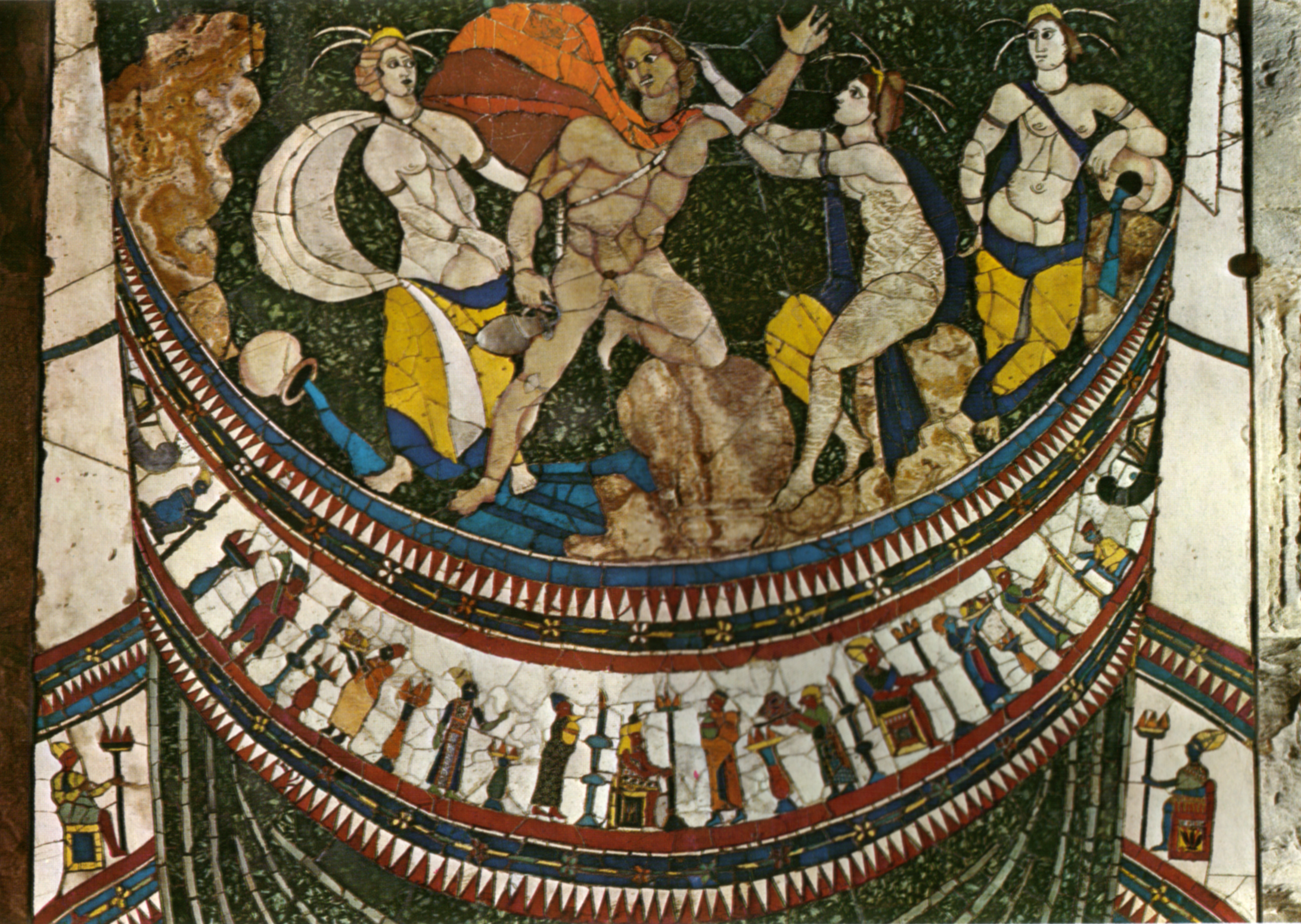
Pannello in opus sectile dalla basilica di Giunio Basso

Il mosaico fu una delle forme artistiche dove più sopravvisse la forma ellenistica, seppure ormai svuotata di contenuto e composta con alcune contraddizioni, come lo sfondo neutro, che generano l'effetto di un appiattito "collage". Si perde la compostezza classica delle forme e si sviluppa un'arte più grossolana.
Il complesso di mosaici più famoso dell'epoca costantiniana si trova nella grandiosa Villa del Casale a Piazza Armerina, in Sicilia. I motivi sono geometrici e ispirati dalla mitologia classica, ma non mancano grandi scene realistiche, come la cattura degli animali esotici destinati ai giochi nelle arene, le corse dei cavalli del circo e gli atleti che si allenano.
A Roma spiccano i mosaici della chiesa di Santa Costanza. I motivi della cupola, noti attraverso disegni rinascimentali, raffiguravano barche condotte da Eroti in un paesaggio fluviale di ascendenza ellenistica, mentre quelli dell'ambulacro, pervenuti ai giorni nostri, hanno elementi più sparsi e isolati sul fondo. Le scene erano da mettere in relazione con la decorazione del sarcofago di Costantina. Nelle volte delle piccole absidi si trovano storie di Cristo di poco posteriori, con stile derivato da ascendenze diverse (si riconosce l'antica raffigurazione del Cristo imberbe). 
Nasce in questo periodo l'usanza di rivestire le costruzioni non più solo di marmi policromi, ma con incrostazioni marmoree figurate (opus sectile), come nei pannelli dalla basilica di Giunio Basso.